# Албания на Паралимпийских играх
Албания на Паралимпийских играх впервые приняла участие в 2012 году на летних Играх в Лондоне (не участвовали в Играх 2016 года и последующих). На зимних Играх делегация Албании участия пока не принимала. Медалей на Играх спортсмены Албании пока не завоевали.
Членство Албании в Международном паралимпийском комитете приостановлено с 2013 года.